# Flóahreppur

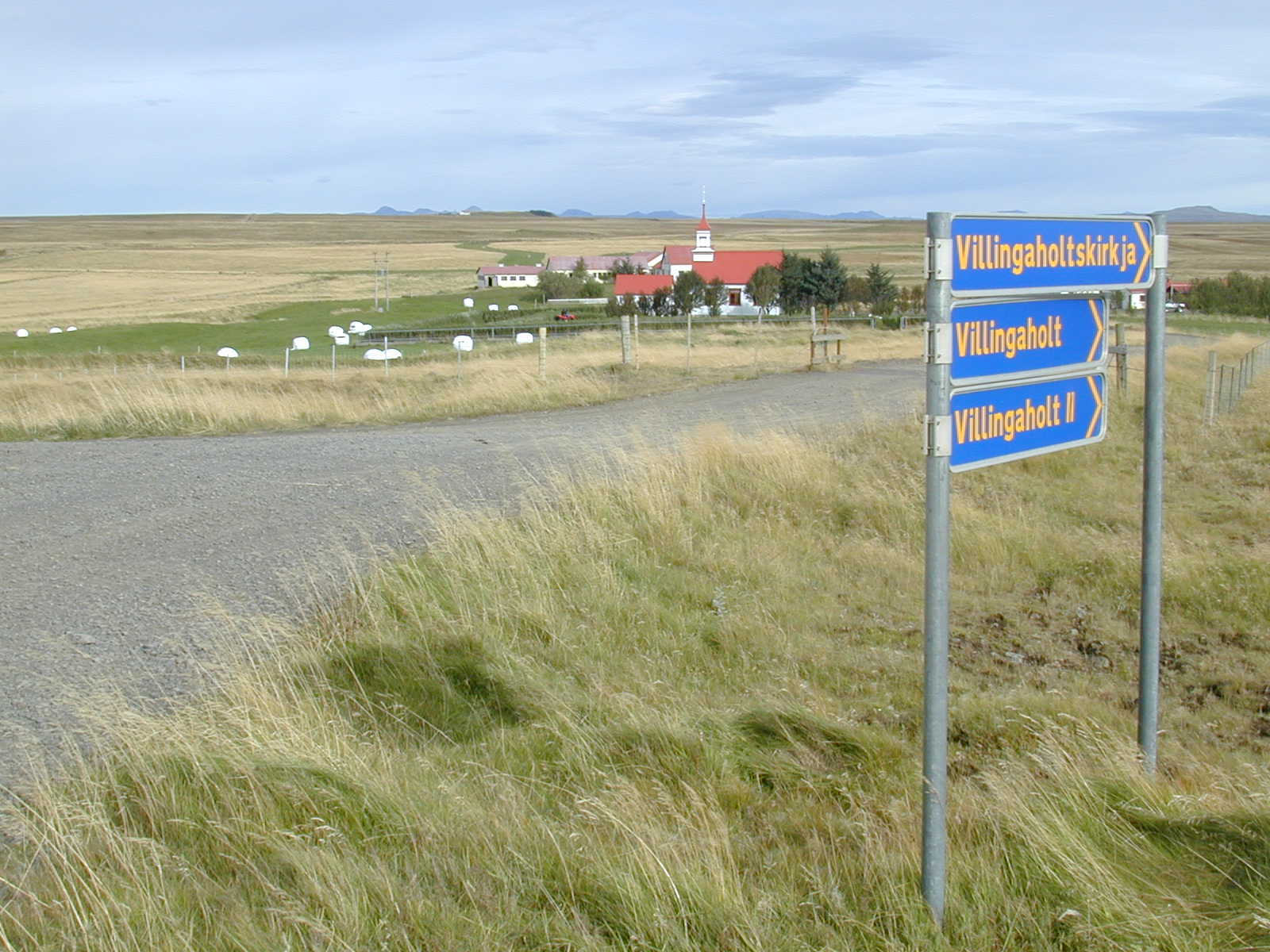
Villingaholt (Flóahreppur)

Flóahreppur är en kommun i regionen Suðurland på Island. Folkmängden är 648 (2017). 